# Den 5. Maj 1945 - Befrielsens Dag
|  | Denne artikel er oprettet af botten Steenthbot ud fra en ekstern database. Den kan derfor have sproglige fejl eller mangler. Denne skabelon kan fjernes efter kontrol af indholdet. |

Den 5. Maj 1945 - Befrielsens Dag er en dansk dokumentarisk optagelse fra 1945.

## Handling
Danske avisforsider (Berlingske Tidende, Morgenbladet, Ringen) annoncerer Tysklands kapitulation. København viser sit glade ansigt for første gang i 5 år. De første stikkere føres til Domhuset på Nytorv. På Rådhuspladsen og på Strøget flages der med Dannebrog og "God Save the King". Frihedskæmpere afhenter "Feltmadrasser" og "Tyskervenner", og jagten på de forhadte HIPO'er går ind. Sct. Annæ Gaarden under belejring. Udbombede bygninger og skibe er vidnesbyrd om kamphandlinger. I Farum går den lokale modstandsgruppe i aktion for at fange kollaboratører. 29. august 1945: Frihedskampens faldne føres gennem København til mindehøjtidelighed i Ryvangen med deltagelse af kongeparret. Filmen gør brug af rekonstruktioner.